# Мамедов, Эдуард Тофиг оглы
Эдуа́рд Тофиг оглы Маме́дов (азерб. Eduard Tofiq oğlu Məmmədov; род. 1978, Баку) — азербайджанский профессиональный кикбоксёр, по прозвищу «Белый волк». 28-кратный чемпион мира, 9-кратный чемпион Европы, 11-кратный обладатель кубка мира, 15-кратный чемпион Азербайджана, чемпион Азии и Евразии, чемпион мира среди профессионалов, обладатель интерконтинентального пояса по версии WAKO среди профессионалов, обладатель пояса мира среди профессионалов по версии IKBO. Вице-президент Федерации Кикбоксинга Азербайджана.
Заслуженный мастер спорта, заслуженный тренер. Почетный работник физической культуры и спорта Азербайджанской Республики. Заместитель председателя правления Федерации кикбоксинга Азербайджана, помощник главного тренера национальной сборной, начальник спортивно-тренировочного отдела Министерство внутренних дел Азербайджана полковник-лейтенант полиции.

## Биография

### Спортивная карьера
Родился 2 января 1978 года в городе Баку. С 1993 года занимается профессиональным кикбоксингом. Первая победа спортсмена была в 1995 году на чемпионате Азербайджана. С 1996 года по 1999 год служил в Спортивном клубе армии.
Одну из самых запоминающийся своих побед Эдуард одержал в 2000 году на чемпионате мира в Греции, когда уже на 15-й секунде боя нокаутировал соперника и стал чемпионом мира.
В 2007 году в профессиональном бою по версии WAKO-PRO сражался за интерконтинентальный пояс. Соперником Эдуарда был турецкий кикбоксер Шакир Каймаз. Победив соперника, стал обладателем пояса. В 2009 году в бою за защиту этого титула, встретился с испанским кикбоксером Оскаром Руэдой и одержал победу. Является обладателем интерконтинентального пояса по версии WAKO-PRO.
В июне 2009 года Эдуард Мамедов выиграл чемпионат мира по версии World Profi в Испании, завоевав две золотые медали в версиях Low Kick и K-1. В октябре того же года стал чемпионом мира в Австрии по версии WAKO Low Kick. В ноябре на чемпионате мира в Италии по версии WAKO Full Contact стал чемпионом мира. Такой результат за один год считается[кем?] прецедентом в истории мирового кикбоксинга.
25 декабря 2015 года Президент Азербайджана удостоил Эдуарда Мамедова рядом наград за развитие спорта. В 2006, в 2009, в 2011 и в 2014 году Эдуард Мамедов был объявлен лучшим спортсменом года.
С 19 по 27 октября 2019 года в столице Боснии и Герцеговины городе Сараево, прошёл очередной чемпионат мира по кикбоксингу в версии WAKO. Финальном сражение соперник Эдуарда был 7-и кратный чемпион мира по версии WAKO, итальянский кикбоксер Спану Джиампаоло. Победив достаточно сильного соперника, Белый Волк стал 4-х кратным чемпионом мира по версии WAKO. По общему счету Эдуард Мамедов является 24-х кратным чемпионом мира по всем версиям кикбоксинга.
29 ноября 2019 года в Турции в городе Анталья, прошёл чемпионат мира по кикбоксингу в версии WAKO. Финальном сражение соперник Эдуарда был 7-и кратный чемпион мира по версии WAKO, итальянский кикбоксер Спану Джиампаоло. Победив соперника опережая его на 14 очков, Эдуард стал 5-и кратным чемпионом мира по версии WAKO. По общему счету Эдуард Мамедов является 25-и кратным чемпионом мира по всем версиям кикбоксинга.
Является членом спортивного клуба «Динамо» при министерстве внутренних дел Азербайджана. Тренером Эдуарда является Заслуженный тренер республики Чингиз Эйвазов. Является спортсменом Федерации кикбоксинга Азербайджанской Республики которую возглавляет депутат Адиль Алиев.

### Тренерская карьера
С 2000 года Эдуард является профессиональным тренером по кикбоксингу. Среди его учеников многократные чемпионы мира и Европы.
22 апреля 2021 года назначен заместителем председателя правления Федерации кикбоксинга Азербайджана и заместителем главного тренера национальной сборной.
15 июля 2021 года назначен главным инспектором спортивного общества «ДИНАМО» Министерства внутренних дел Азербайджанской Республики.
В 2016 году открыл собственную спортивную школу «Ağ Canavar» — «Белый Волк».

### Деятельность вне спорта
Имеет 3 высших образования. В 1999 году поступил в Азербайджанскую государственную академию физической культуры и спорта, которую окончил в 2004 году. С 2004 по 2008 годы обучался в Полицейской академии МВД Азербайджанской Республики. В 2009 году поступил в академию на факультет «Управления и повышения квалификации». Завершил обучение в 2010 году.
Эдуард Мамедов является работником министерства внутренних дел Азербайджана. Имеет звание полковника-лейтенанта. Также имеет множество различных наград в своей профессии полицейского.

## Достижения

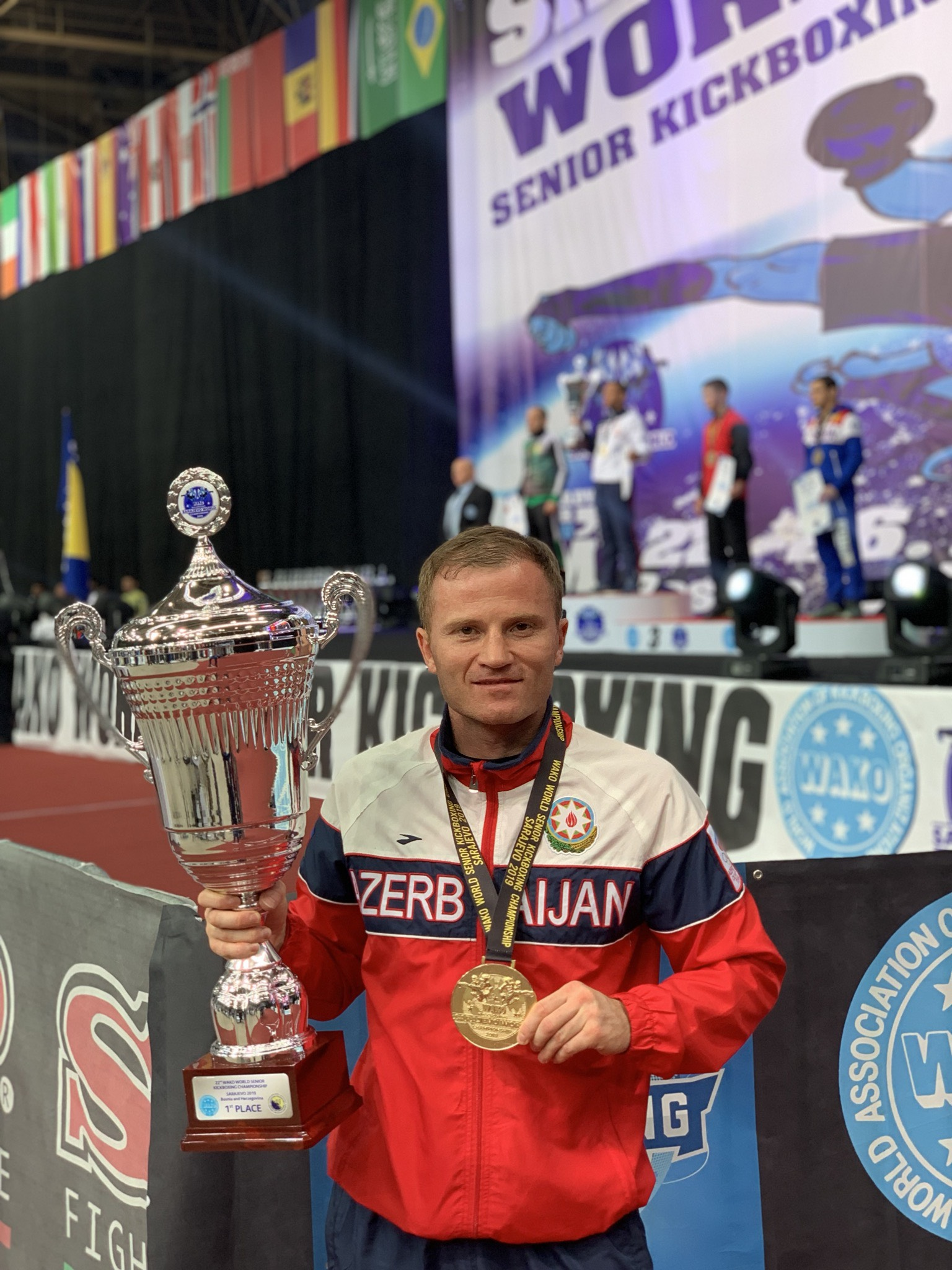
Эдуард Мамедов на чемпионате мира по версии WAKO в столице Боснии и Герцеговины в городе Сараево 26 октября 2019

- 26-и кратный чемпион мира (IKBO, WAKO, World Profi, IAKSA)
- 9-и кратный чемпион Европы (WAKO, World Profi, IAKSA)
- 9-и кратный обладатель кубка мира
- Многократный чемпион Азии и Евразии (WAKO, IAKSA, World Profi)
- 15-и кратный чемпион Азербайджана
- Многократный победитель профессиональных турниров (WAKO, World Profi, IAKSA)
- 5-и кратный обладатель 3-го места (в мире) (WAKO, World Profi, IAKSA)
- 7-и кратный обладатель 2-го места (в мире) (WAKO, World Profi, IAKSA)
- 3-х кратный обладатель 2-го места (Европа) (WAKO, World Profi, IAKSA)
- 5-и кратный обладатель кубка имени Гейдара Алиева
- Обладатель кубка ANS среди профессионалов
- Обладатель кубка мира по версии WAKO
- Обладатель самого рейтингового интерконтинентального пояса по версии WAKO-PRO
- Чемпион мира среди профессионалов по версии İKBO (Баку 2012 год)

## Награды и звания
В 1997 году получил звание мастера спорта Азербайджана, в 1999 году звание мастера спорта международного класса, а в 2003 году звание заслуженного мастера спорта.
В 2007 году Президент Азербайджана Ильхам Алиев наградил Эдуарда Мамедова медалью «За Родину».
В 2013 году получил звание заслуженного тренера Азербайджанской Республики.
27 мая 2019 года Президент Азербайджана Ильхам Алиев наградил Эдуарда Мамедова юбилейной медалью «100-летие Азербайджанской Демократической Республики (1918—2018)».
5 марта 2020 года учитывая 30 летнюю спортивную деятельность и высокие достижения, Министерство молодежи и спорта удостоило Эдуарда Мамедова звания «Почетный работник физкультуры и спорта».

## Личная жизнь
В 2011 году Эдуард стал отцом детей близнецов. Дочь Бельгиз, сын Рауль (2011)